# 隔岸觀火
隔岸观火是兵法三十六计（亦称三十六策）的第九计。
原文为：「阳乖序乱，阴以待逆。暴戾恣睢，其势自毙。顺以动豫，豫顺以动。」（敌方内部矛盾区域激化和表面化，秩序混乱。这时，我方一定要静静等待敌人发生暴乱。等敌人反目成仇，穷凶恶及，势必自取灭亡。这就是豫卦的原理：能够顺应实际而行动，就会得到好的结果。）

## 按语
敌人内部的倾轧气氛已经暴露出来了，再繼續逼迫他，就会使敌人抛开内乱而齐心还击。如果远远地避开，他便会自行发生暴乱。

## 典故
三国时，袁绍的儿子袁尚、袁熙被曹操打败了，带领几千名骑兵投奔了辽东太守公孙康。公孙康原先一直仗着自己所处的地方远，而不肯服从曹操。待到曹操击败了乌丸的東胡族以后，有人建议曹操立即乘胜远征公孙康，顺便抓住袁氏兄弟。曹操说：“我正要公孙康杀掉袁尚、袁熙并把它们的人头送来呢，用不着烦师劳众去远征了。”9月，曹操率领大军从柳城（今辽宁省锦县西北）回来，公孙康立即杀了袁尚、袁熙后把脑袋送来了。诸将很惊讶，向曹操请教。曹操说：“公孙康素来害怕袁氏兄弟吞并他，如果我急于用兵，他们一定合力抗拒；如果放松一下，他们就会自相火并。这是必然的发展趋势。”